# James Posey
James Mikley Mantell Posey jr. (Cleveland, 13 gennaio 1977) è un allenatore di pallacanestro ed ex cestista statunitense, di ruolo ala piccola, professionista nella NBA.

## Carriera
Ha cominciato la sua carriera professionistica nei Denver Nuggets nel 1999. Dopo quattro buone stagioni è passato agli Houston Rockets e successivamente ai Memphis Grizzlies.
Cominciò a mostrare tutto il suo potenziale con i Miami Heat, con i quali riuscì a vincere il primo titolo NBA della franchigia. Dopo una regular season mediocre, fu fondamentale per la squadra ai play-off, rivelandosi bravo sia nel fare punti che nel prendere rimbalzi.
Passa ai Boston Celtics nell'estate 2007 e dopo una buona stagione vince per la seconda volta in carriera il titolo NBA. Il contributo di Posey, ancora una volta, si fa determinante nei play-off, dove la sua difesa fisica e asfissiante e le sue triple nei momenti chiave hanno risolto molte partite incerte.
Nel 2008 firma un contratto con i New Orleans Hornets di quattro anni per 25 milioni di dollari.
L'11 agosto 2011, in uno scambio a 4 squadre di 5 giocatori approda agli Indiana Pacers insieme a Darren Collison
Il 12 dicembre dello stesso anno viene tagliato (prima dell'inizio della stagione ritardata per il lockout) diventando free agent.

## Statistiche
| † | Denota le stagioni in cui ha vinto il titolo |
| * | Primo nella lega                             |
| * | Record                                       |

### College
| Anno      | Squadra           | PG | PT | MP   | TC%  | 3P%  | TL%  | RP  | AP  | PRP | SP  | PP   |
| --------- | ----------------- | -- | -- | ---- | ---- | ---- | ---- | --- | --- | --- | --- | ---- |
| 1995-1996 | Xavier Musketeers | 29 | 3  | 26,9 | 56,0 | 18,8 | 78,1 | 7,8 | 1,4 | 1,7 | 0,5 | 13,3 |
| 1996-1997 | Xavier Musketeers | 30 | 2  | 28,8 | 55,6 | 32,2 | 82,4 | 8,4 | 1,3 | 2,1 | 0,5 | 15,3 |
| 1997-1998 | Xavier Musketeers | 36 | 36 | 35,2 | 48,8 | 36,6 | 81,4 | 8,9 | 2,3 | 2,8 | 0,9 | 16,9 |
| Carriera  | Carriera          | 95 | 41 | 30,7 | 52,7 | 32,9 | 80,8 | 8,4 | 1,7 | 2,3 | 0,7 | 15,3 |

### NBA

#### Regular season
| Anno       | Squadra           | PG  | PT  | MP   | TC%  | 3P%  | TL%  | RP  | AP  | PRP | SP  | PP   |
| ---------- | ----------------- | --- | --- | ---- | ---- | ---- | ---- | --- | --- | --- | --- | ---- |
| 1999-2000  | Denver Nuggets    | 81  | 77  | 25,3 | 42,9 | 37,3 | 80,0 | 3,9 | 1,8 | 1,2 | 0,4 | 8,2  |
| 2000-2001  | Denver Nuggets    | 82  | 82  | 27,5 | 41,2 | 30,0 | 81,6 | 5,3 | 2,0 | 1,1 | 0,5 | 8,1  |
| 2001-2002  | Denver Nuggets    | 73  | 63  | 30,7 | 37,6 | 28,3 | 79,3 | 5,9 | 2,5 | 1,6 | 0,5 | 10,7 |
| 2002-2003  | Denver Nuggets    | 25* | 24  | 34,9 | 37,3 | 27,3 | 84,3 | 5,8 | 3,1 | 1,2 | 0,2 | 14,1 |
| 2002-2003  | Houston Rockets   | 58* | 47  | 28,4 | 43,9 | 32,6 | 82,6 | 4,8 | 1,8 | 1,3 | 0,2 | 9,3  |
| 2003-2004  | Memphis Grizzlies | 82  | 82  | 29,9 | 47,8 | 38,6 | 83,0 | 4,9 | 1,5 | 1,7 | 0,5 | 13,7 |
| 2004-2005  | Memphis Grizzlies | 50  | 18  | 27,6 | 35,7 | 30,9 | 86,5 | 4,4 | 1,8 | 1,0 | 0,5 | 8,1  |
| 2005-2006† | Miami Heat        | 67  | 63  | 28,6 | 40,3 | 40,3 | 78,7 | 4,8 | 1,3 | 0,8 | 0,3 | 7,2  |
| 2006-2007  | Miami Heat        | 71  | 19  | 27,0 | 43,1 | 37,5 | 82,7 | 5,0 | 1,3 | 1,0 | 0,3 | 7,7  |
| 2007-2008† | Boston Celtics    | 74  | 2   | 24,6 | 41,8 | 38,0 | 80,9 | 4,4 | 1,5 | 1,0 | 0,3 | 7,4  |
| 2008-2009  | N.O. Hornets      | 75  | 0   | 28,5 | 41,2 | 36,9 | 82,2 | 4,8 | 1,1 | 0,8 | 0,3 | 8,9  |
| 2009-2010  | N.O. Hornets      | 77  | 2   | 22,5 | 36,5 | 33,5 | 82,5 | 4,3 | 1,5 | 0,5 | 0,2 | 5,2  |
| 2010-2011  | Indiana Pacers    | 49  | 0   | 17,1 | 33,6 | 31,6 | 73,3 | 3,0 | 0,7 | 0,5 | 0,1 | 4,9  |
| Carriera   | Carriera          | 864 | 479 | 26,9 | 41,0 | 34,9 | 82,0 | 4,7 | 1,6 | 1,1 | 0,3 | 8,6  |

#### Playoffs
| Anno     | Squadra           | PG  | PT | MP   | TC%  | 3P%  | TL%  | RP  | AP  | PRP | SP  | PP   |
| -------- | ----------------- | --- | -- | ---- | ---- | ---- | ---- | --- | --- | --- | --- | ---- |
| 2004     | Memphis Grizzlies | 4   | 4  | 32,5 | 40,5 | 16,7 | 90,5 | 5,5 | 1,0 | 2,3 | 0,5 | 12,5 |
| 2005     | Memphis Grizzlies | 4   | 0  | 25,0 | 44,0 | 46,7 | 76,9 | 3,3 | 1,0 | 0,5 | 0,3 | 9,8  |
| 2006†    | Miami Heat        | 22  | 1  | 27,6 | 43,0 | 42,2 | 73,0 | 5,7 | 0,9 | 0,8 | 0,1 | 7,3  |
| 2007     | Miami Heat        | 4   | 1  | 34,8 | 38,5 | 31,6 | 100  | 7,8 | 1,5 | 2,0 | 1,3 | 7,8  |
| 2008†    | Boston Celtics    | 26* | 0  | 22,0 | 43,7 | 39,8 | 87,5 | 3,6 | 1,1 | 1,0 | 0,3 | 6,7  |
| 2009     | N.O. Hornets      | 5   | 0  | 24,6 | 37,5 | 26,3 | 84,6 | 6,2 | 0,6 | 0,6 | 0,0 | 11,4 |
| Carriera | Carriera          | 65  | 6  | 25,7 | 42,1 | 38,7 | 83,1 | 4,8 | 1,0 | 1,0 | 0,3 | 7,9  |

## Palmarès
- Campionato NBA: 2

Miami Heat: 2006
Boston Celtics: 2008
- NBA All-Rookie Second Team (2000)